# Ząbrowo (Stare Pole)
Ząbrowo (deutsch Sommerau) ist ein Dorf in der polnischen Woiwodschaft Pommern. Es gehört zu Gmina Stare Pole (Altfelde) im Powiat Malborski (Marienburg). Der Ort hat etwa 430 Einwohner.

## Geographische Lage
Das Dorf liegt im ehemaligen Westpreußen im Kleinen Marienburger Werder am Ostufer der Nogat, eines 62 Kilometer langen Mündungsarms der Weichsel, etwa 50 Kilometer südöstlich von Danzig.

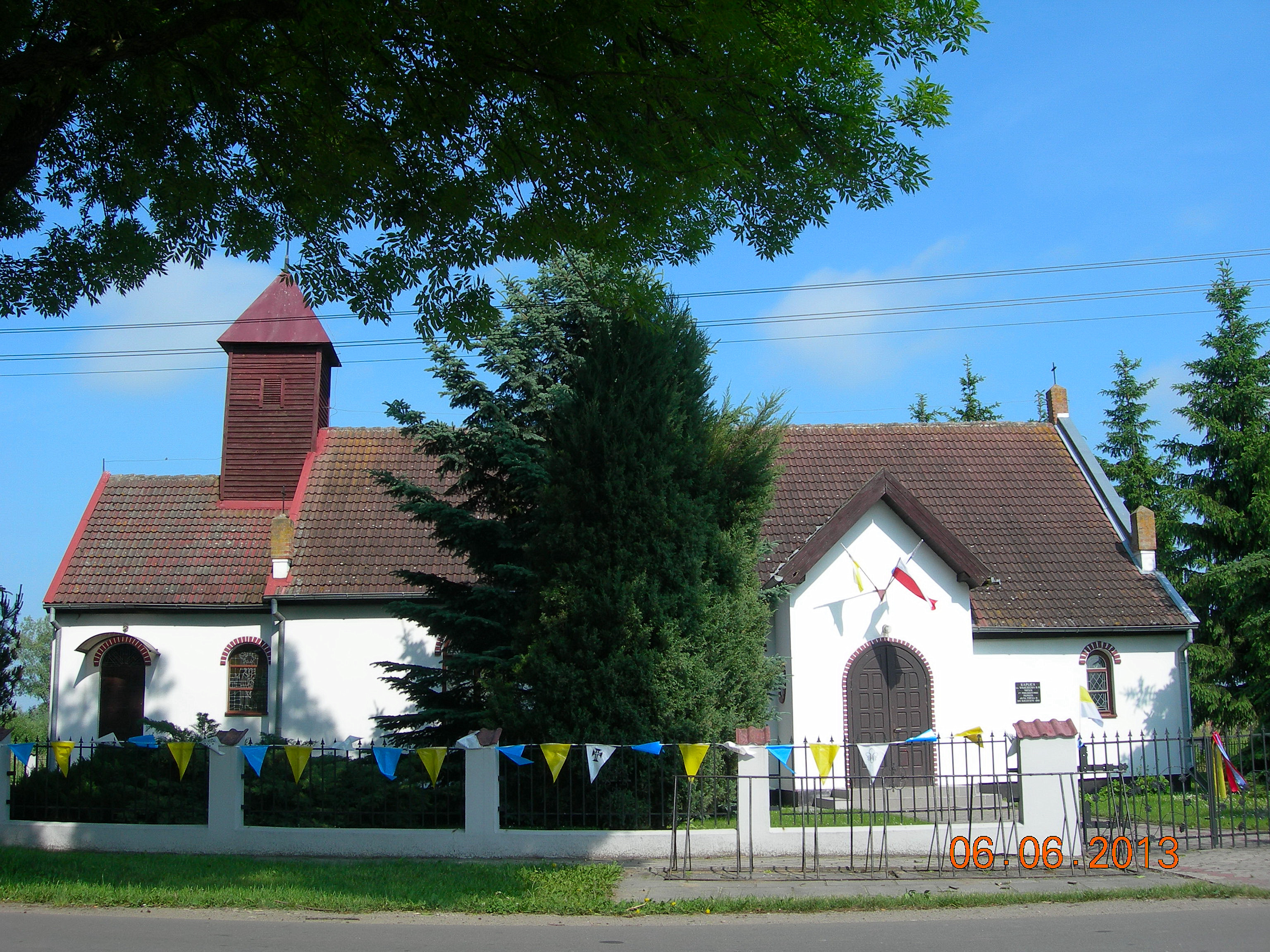
Dorfkapelle

## Geschichte
Nachdem die Bewohner des Umgegend wegen der Gefährdung von Mensch und Tier durch Hochwasser wiederholt die Einrichtung einer Fährverbindung über die Weichsel bei Sommerau verlangt hatten, gewährte George Kostka im Jahr 1603 dem Krüger des Dorfs das Recht, eine Fähre halten zu dürfen, wofür die Dorfbewohner jährlich drei Mark zu bezahlen hatten.
Das Dorf Sommerau gehörte seit 1818 zum Landkreis Marienburg in Westpreußen (bis 1920 im Regierungsbezirk Danzig der Provinz Westpreußen, von 1920 bis 1939 im Regierungsbezirk Westpreußen der Provinz Ostpreußen und von 1939 bis 1945 im Regierungsbezirk Marienwerder im Reichsgau Danzig-Westpreußen).
Aufgrund der Bestimmungen des Versailler Vertrags stimmte die Bevölkerung im Abstimmungsgebiet Marienwerder, zu dem Sommerau gehörte, am 11. Juli 1920 über die weitere staatliche Zugehörigkeit zu Westpreußen (und damit zu Deutschland) oder den Anschluss an Polen ab. In Sommerau stimmten 253 Einwohner für den Verbleib bei Westpreußen, auf Polen entfielen 7 Stimmen.
Gegen Ende des Zweiten Weltkriegs wurde Sommerau im Frühjahr 1945 von der Roten Armee besetzt. Nach Kriegsende wurde das Dorf im Sommer 1945 gemäß dem Potsdamer Abkommen zusammen mit Westpreußen und der südlichen Hälfte Ostpreußens zum Bestandteil der Volksrepublik Polen. Anschließend begann die Zuwanderung polnischer Migranten. Soweit die einheimischen Dorfbewohner nicht geflohen waren, wurden sie in der Folgezeit aus Ząbrowo vertrieben.

### Demographie
| Jahr | Einwohner | Anmerkungen                                                |
| ---- | --------- | ---------------------------------------------------------- |
| 1798 | 195       | davon 116 Evangelische, 73 Katholiken und sechs Mennoniten |
| 1816 | 220       | [ 5 ]                                                      |
| 1852 | 362       | [ 6 ]                                                      |
| 1864 | 459       | am 3. Dezember                                             |
| 1925 | 307       | [ 8 ]                                                      |
| 1933 | 665       | [ 8 ]                                                      |
| 1939 | 665       | [ 8 ]                                                      |

## Verkehr
Zwei Kilometer südöstlich von Ząbrowo verläuft die Landesstraße DK 22, eine Verkehrsverbindung, über die im Osten die Grenze der russischen Exklave Oblast Kaliningrad  erreicht werden kann.

## Kirchspiel
Die evangelischen Kirchenglieder waren vor 1945 in Fischau eingepfarrt. Die heute in Ząbrowo anwesende Bevölkerung gehört fast ausschließlich der polnischen römisch-katholischen Kirche an.